# Estudos bizantinos
Estudos bizantinos ou bizantinologia é um ramo interdisciplinar das humanidades que se dedica à história, cultura, vestuário,  religião, arte (literatura, música, etc.), ciência, economia e política do Império Bizantino. Considera-se que o fundador desta disciplina foi o filólogo alemão Hieronymus Wolf (1516–1580), um humanista da Renascença.
Foi Wolf que deu o nome de "bizantino" ao Império Romano do Oriente que perdurou depois do império ocidental colapsar em 476 d.C.. Cerca de cem anos após a conquista final do Império Bizantino pelos Otomanos, Wolf começou a colecionar, editar e traduzir escritos dos filósofos bizantinos. Os estudos bizantinos foram introduzidos na Holanda e Itália por outros humanistas do século XVI.

## Estrutura

### Definição
Estudos bizantinos é a disciplina académica que se dedica à história e cultura de Bizâncio (termo que tanto se refere genericamente ao Império Bizantino, ou à Idade Média grega ou de língua helénica, como à sua capital Constantinopla [ou Bizâncio]). A unidade do objeto de investigação contrasta com a diversidade das diferentes abordagens (especializadas) que o tema abarca.
Já existiam estudos "bizantinos" no Império Bizantino da Alta Idade Média, embora essa designação ainda não tivesse surgido. No final da Idade Média houve muito interesse em Bizâncio, em particular nas fontes originais gregas, sobretudo por parte de humanistas italianos. Esse interesse expandiu-se no século XVII por toda a Europa e Rússia. No final do século XIX e início do século XX, a bizantinologia tornou-se uma disciplina independente.

### Bizâncio
A cultura grega / helenística, as tradições do estado romano, a influência oriental e a fé cristã, juntamente com uma relativa unidade linguística e cultural, são características fundamentais da Bizâncio medieval. Considera-se usualmente que a história bizantina tem início com o reinado de Constantino, o Grande (r. 306–337) e a fundação de Constantinopla (com esse nome, pois a cidade já existia há vários séculos). O período "romano-ocidental" ou antigo de Bizâncio começa, o mais tardar em 395, quando o Império Romano é dividido no Império Romano do Ocidente e Império Romano do Oriente. Este primeiro período bizantino dura aproximadamente até 641.
Durante o reinado de Justiniano I (r. 527–565) o império reconquistou Itália, o Norte de África e o sudeste da Península Ibérica, mas depois da expansão islâmica (634–698), o império passou a estar limitado às regiões onde se falava grego da península balcânica, Ásia Menor e sul de Itália. O latim foi abandonado como língua oficial e a administração territorial e militar passou a estar organizada por temas. Estas reformas podem ser encaradas como o fim do "período antigo" e início da "era média bizantina".
Esse foi igualmente o tempo da iconoclastia (717–843) e da criação do Sacro Império Romano-Germânico (800). Durante a dinastia macedónica (séculos X e XI), Bizâncio ganhou novamente força frente aos estados islâmicos e búlgaros, mas a morte do imperador Basílio II marcou um ponto de viragem, com o poderio bizantino na Ásia Menor e sul de Itália a sofrerem, respetivamente, com a derrota na batalha de Manzicerta (1071) e a ascensão dos Normandos. Durante a dinastia comnena foi alcançada alguma estabilidade, pelo menos até à batalha de Miriocéfalo (1176). Mais tarde, conflitos internos facilitaram o saque de Constantinopla pelos cruzados (Quarta Cruzada) em 1204, e o estabelecimento de estados latinos no sul dos Balcãs.
O último período, em que o Império Bizantino já pouco mais é do que um pequeno estado, começa com a dinastia paleóloga, que foi ameaçada principalmente pelos avanços do Império Otomano e pela influência económica das repúblicas de Génova e Veneza. O império, em parte enfraquecido pelas guerras civis, sofreu um severo golpe quando Salonica foi conquistada em 1430 e acabaria por cair nas mãos dos Otomanos vinte anos depois, com a Queda de Constantinopla em 1453 e a de Mistras em 1461. Os impérios de Niceia e de Trebizonda (1204–1461), fundados durante a Quarta Cruzada, também fazem parte da história bizantina.

### Línguas
É possível distinguir três níveis de discurso: o aticismo, a linguagem literária; o koiné, a língua comum do período helenístico; e o demótico, a língua popular e precursora do grego moderno. É possível discernir uma certa diglossia entre o grego falado e escrito (clássico).
Os principais géneros literários bizantinos incluem a historiografia (tanto no modo clássico como na forma de crónicas), hagiografias (na forma de registos biográficos e o panegírico ou enkomion), coleções hagiográficas (menaia e synaxaria), epistolografia, retórica e poesia. Da administração bizantina, amplamente analisada, existem descrições de povos e cidades, registos de cerimónias d corte e listas de precedências. A literatura técnica é representada, por exemplo, por textos sobre estratégia militar. Também estão preservadas coleções de leis civis e canónicas, bem como documentos e atas diplomáticas. Há também alguns textos em demótico.

## Ciências auxiliares

### Modos de transmissão
Os modos de transmissão envolvem o estudo de textos que estão preservados principalmente em papiros, pergaminho ou papel, além de inscrições, moedas e medalhas. Os rolos de papiro da Antiguidade (ver papirologia) foram substituídos rapidamente por códices de pergaminho na Idade Média (ver codicologia). O papel surge no século IX através dos Árabes e Chineses.

### Diplomática
A diplomática envolve o estudo de documentos bizantinos. Estes podem ser classificados conforme quem os produziu como seculares (documentos imperiais e privados) ou sagrados (patriarcais ou episcopais), ou conforme os seus meios de preservação (originais, imitações ou cópias simples). Os documentos imperiais podem ser divididos em promolugações de leis (tipos: edikton, typos, pragmatikos typos, thespisma, neara, nomos, sakra, mandatum principis), apresentação de decisões relativas a casos específicos (epístolas: epistule, sakra; subscriptio: lysis [governo, impostos], semeiosis), documentos de política externa (tratados, cartas para governantes estrangeiros; tipos: sakrai, grammata, basilikon, chrysobullos horismos, chrysobullon sigillon, prokuratorikon chrysobullon) e documentos administrativos (tipos: rostagmata [horismoi], sigillia, codicilli).
Os documentos sagrados são os documentos e cartas oficiais dos patriarcas, que incluem os gramma, homologia (credos), diatheke (testamentos), aphorismos (excomunhões), paraitesis (abdicação), bem como práticas cerimoniais (synodike) e hypotyposis (resoluções de sínodos) e tomos (éditos dogmáticos). A forma mais esplêndida de comunicação privilegiada, na forma de carta, foi o chrysobullos logos, assim chamada porque a palavra do imperador (logos) aparecia três vezes escrita a vermelho. Estas eram usadas nas nomeações dos imperadores imperiais e eram seladas com o selo dourado imperial (chrysos = ouro; bulla = selo).
A diplomática inclui duas disciplinas especializadas, a sigilografia (estudo dos selos usados para autenticar documentos) e a paleografia (estudo de escritos antigos).

### Numismática
A numismática bizantina dedica-se ao estudo das moedas bizantinas. O sistema monetário bizantino baseou-se no padrão-ouro, já existente na Antiguidade Tardia, até meados do século XIV, e incluía moedas de prata, bronze e cobre. Com o declínio económico e político do período final, o padrão-ouro foi abandonado no último século da história bizantina, tendo sido substituído por um sistema baseado em prata.

### Metrologia
A metrologia bizantina dedica-se ao estudo dos pesos e medidas. Era usado um número elevado de medidas de comprimento, incluindo as antigas dáctilo (daktylos), côndilo (kondylos), antíquere (anticheir), palaiste, dichas, espítame (spithame), pechys, bema (passo), orgia (por vezes traduzida como braça), schoinion (para medição de campos), pletro (plethron), mílio (million), allage, "dia de viagem", etc. As de área módio, grande módio (megalos modios) e zeugário (zeugarion). As medidas de volume incluíam a litra, tagário (tagarion), pinácio e módio; especificamente para o vinho e água usavam-se o megárico (megarikon), metro e tetárcio (tetartion). As medidas de peso eram critócoco (krithokokkon), sitócoco (sitokokkon), grama, óbolo (obolos), dracma (drachme), úngia (ungia), litra, centenário (kentenarion), gomário (gomarion) e pesa.

### Cronologia
A cronologia bizantina dedica-se ao estudo da medição do tempo e datação. De acordo com os vários sistemas de calendário em Bizâncio, o ano 1 da era comum (ou era cristã) corresponde ao ano 754 ab urbe condita, que por sua vez é o ano 1 da 195ª Olimpíada, o ano 49 da era antíoca, 5 493 da era alexandrina, 312 da era selêucida e 5 509 da criação do mundo.
O ano bizantino começava em 1 de setembro, que se acreditava ser o dia da criação, ou seja, o período de 1 de janeiro até 31 de agosto do ano 1 d.C. pertencia ao ano 5 508 e o período de 1 de setembro a 31 de dezembro ao ano 5 509. A datação baseada nas indicções foi muito usada ao longo de toda a história bizantina.

### Literatura complementar e de referência
- Beck, Hans-Georg (1977), Byzantinistik heute, ISBN 3-11-007220-3 (em alemão), Berlim: De Gruyter
- Evans, Helen C.; Wixom, William D., eds. (1997), The glory of Byzantium : art and culture of the Middle Byzantine era, A.D. 843-1261 (PDF), ISBN 9780810965072 (em inglês), Nova Iorque: The Metropolitan Museum of Art, consultado em 26 de setembro de 2013, cópia arquivada em |arquivourl= requer |arquivodata= (ajuda) 🔗
- Hunger, Herbert (1954), Studien zur griechischen Paläographie (= Biblos-Schriften 5) (em alemão), Viena
- Hunger, Herbert (1973), Byzantinische Grundlagenforschung (em alemão), Londres
- Irmscher, Johannes (1971), Einführung in die Byzantinistik (em alemão), Berlim
- Kazhdan, Alexander; Constable, Giles (1982), People and Power in Byzantium. An introduction to modern Byzantine studies (em inglês), Washington D.C.
- Mazal, Otto (1989), Handbuch der Byzantinistik (em alemão), Graz
- Moravcsik, Gyula (1976), Einführung in die Byzantologie (em alemão), Darmstadt

### Revistas
- Byzantine and Modern Greek Studies, Universidade de Birmingham, ISSN 0307-0131 (em inglês)
- Byzantinische Zeitschrift, Munique: De Gruyter, ISSN 0007-7704 (em alemão)
- Byzantinoslavica, Praga, ISSN 0007-7712 (em checo)
- Byzantion: revue internationale des études byzantines (em francês), Bruxelas
- Dumbarton Oaks Papers, Washington D.C., ISSN 0070-7546 (em inglês), OCLC 58423962
- Gouden hoorn, Amesterdão, ISSN 0929-7820 (em neerlandês)
- Jahrbuch der Österreichischen Byzantinistik, Viena, ISSN 0378-8660 (em alemão)
- Revue des études byzantines, Paris, ISSN 0373-5729 (em francês)
- Rivista di studi bizantini e neoellenici, Roma, ISSN 0557-1367 (em italiano)
- Vizantiiskii vremennik, Moscovo, ISSN 0132-3776 (em russo)
- Zbornik Radova Vizantološkog Instituta, Belgrado, ISSN 0584-9888 (em sérvio)